# Le Maître et Gérard
Le Maître et Gérard war ein französischer Hersteller von Motoren und Automobilen.

## Unternehmensgeschichte
Das Unternehmen aus der Rue Gide 58 in Levallois-Perret begann 1921 mit der Produktion von Einbaumotoren und Hinterachsen. Zwischen 1923 und 1925 stellte es selber in geringer Anzahl komplette Automobile her. Der Markenname lautete Le Maître et Gérard. 1925 endete die Produktion.

## Fahrzeuge
Das Unternehmen stellte Cyclecars her. Für den Antrieb sorgte ein selbst hergestellter Vierzylindermotor. 53,8 mm Bohrung und 82 mm Hub ergaben 746 cm³ Hubraum. Der Motor leistete etwa 10 PS.

## Motorenlieferungen
Benjamin, Dalila, Tom Pouce und Zévaco verwendeten Einbaumotoren von Le Maître et Gérard.